# Ампервольтомметр
Ампервольтомметр (также Авометр) — комбинированный электроизмерительный прибор, в котором объединены механизмы амперметра, вольтметра и омметра. Прибор имеет общий стрелочный или цифровой индикатор.

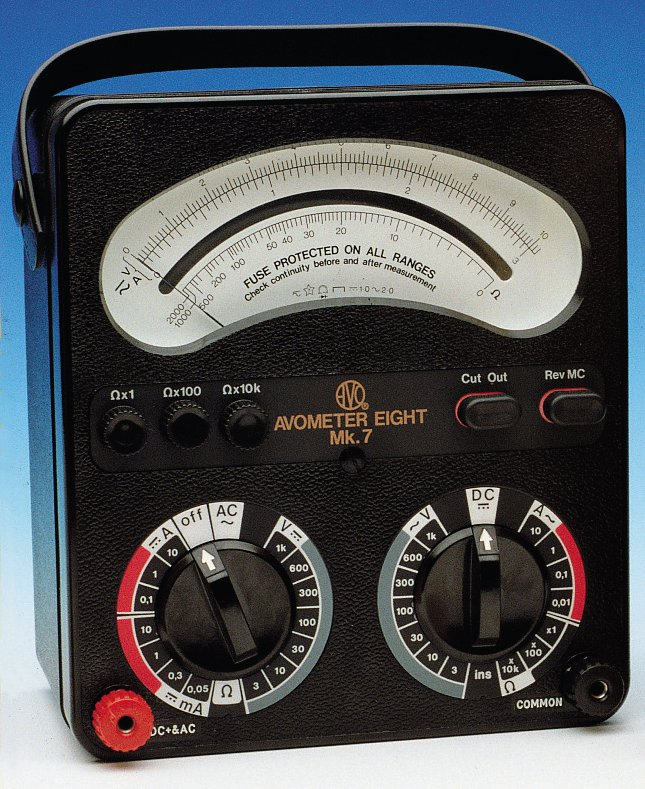
Модель Avometer выпускавшаяся с 1951 по 2008 год

Прибор применяется при необходимости провести оперативные измерения нескольких параметров в радиоэлектронной аппаратуре, электротехнических приборах.
Часто используется и другое название — тестер.
Те приборы, в которых измерительные функции ещё более расширены и позволяют измерять другие параметры, называют мультиметрами.
В Великобритании Avometer является торговой маркой принадлежащей в настоящее время компании Megger Group Limited.